# Акименко, Сергей Васильевич
Сергей Васильевич Акименко (13 декабря 1959, Сталино, Украинская ССР, СССР) — советский, украинский футболист, нападающий.

## Биография
В 1977—1980 годах играл за дублирующий состав донецкого «Шахтёра». С 1981 года в высшей лиге сыграл за команду 114 игр, забил 4 мячей. По ходу сезона-1987 перешёл в клуб второй лиги «Шахтёр» Горловка. В 1990—1995 годах играл в составе любительского клуба «Шахтёр» Снежное.
В 2008 году работал директором в украинской газете «Труд».
Дочери-близнецы Екатерина и Елизавета (род. 2001) и сын Владислав на юношеском уровне выступали в теннисных соревнованиях.

## Достижения
- Обладатель Кубка СССР: 1983
  - Финалист Кубка СССР: 1985